# Seznam mantik
Tento seznam obsahuje výčet věšteckých praktik, jejichž název v sobě obsahuje slovo mantie, které vychází ze starořeckého μαντεία, manteia, „proroctví, věštění“

## A
- aeromantie – věštění ze vzduchu,[1] větru, bouře, blesků a dalších podobných jevů[2]
- alektryónmantie – věštění pomocí oblopeného kruhy se zrním, jež mají vepsána písmena[3]
- antropomantie – věštění z těl mrtvých lidí[2]
- aritomantie, též numerologie – věštění z číselných vztahů, především mezi čísly a písmeny vlastních jmen[2], viz též onomantie

## B
- belomantie – věštění s pomocí šípů[4]
- bibliomancie – věštění s pomocí Bible[5]

## C
- ceromantie – věštění ze tvarů vzniklých z rozteklého vosku ve vodě[6]

## G
- geomantie – věštění ze země[1]
- gyromantie – věštění z kruhu okolo kterého jsou napsána písmena[2]

## H
- hippomantie - věštění pozorováním koně a jeho chování[7]
- hydromantie – věštění z vody[1]

## Ch
- chiromantie – věštění z ruky[2]

## K
- kapnomantie – věštění z dýmu[2]
- kartomantie – věštění z karet, například z tarotu[2]
- katoptromantie – věštění ze zrcadla[2]
- kleromantie – věštění pomocí kostek či losů[8]
- krystalomantie – věštění z křišťálové koule[2]

## L
- lekonomantie – věštění pomocí vody v misce[9]
- lithomantie – věštění pomocí kamenů či talismanů z nich[10]

## N
- nekromantie – věštění pomocí duchů zemřelých[11]

## O
- oneiromantie – výklad snů[1]
- ofiomantie – věštění s pomocí hadů[12]
- onomantie – věštění s pomocí výpočtů založených na jméně, například jméně pacienta[1]
- ornitomantie – věštění z letu ptáků, ve starověkém Římě známé jako augurie[2]

## P
- pegomantie – věštění z pramenů a studánek[13]
- pyromantie – věštění z ohně[1]

## R
- rhabdomantie – věštění pomocí hůlek[14]

## S
- skalupomantie – věštění ze zvířecích lopatek[8]

## Z
- zoomantie – věštění z chování zvířat[2]